# Jardin des Plantes (Toulouse)
Jardin des Plantes is een botanische tuin in Toulouse. De tuin heeft een oppervlakte van zeven hectare.

## Geschiedenis
De eerste botanische tuin werd in 1730 opgericht door het Société des Sciences de Toulouse en die tuin was toen gelegen in het district van Saint-Sernin. De kwaliteit van de grond bleek daar echter onvoldoende te zijn waardoor men in 1756 naar een andere locatie verhuisde. Deze bleek echter al snel te klein waardoor de tuin in 1794 naar haar huidige locatie verhuisde. In 1808 vaardigde Napoleon Bonaparte een decreet uit waarbij de grond en de gebouwen aan de stad Toulouse werden geschonken. Tijdens het Beleg van Toulouse in 1814 diende de tuin als een plek voor een batterij kanonnen.

## Inrichting

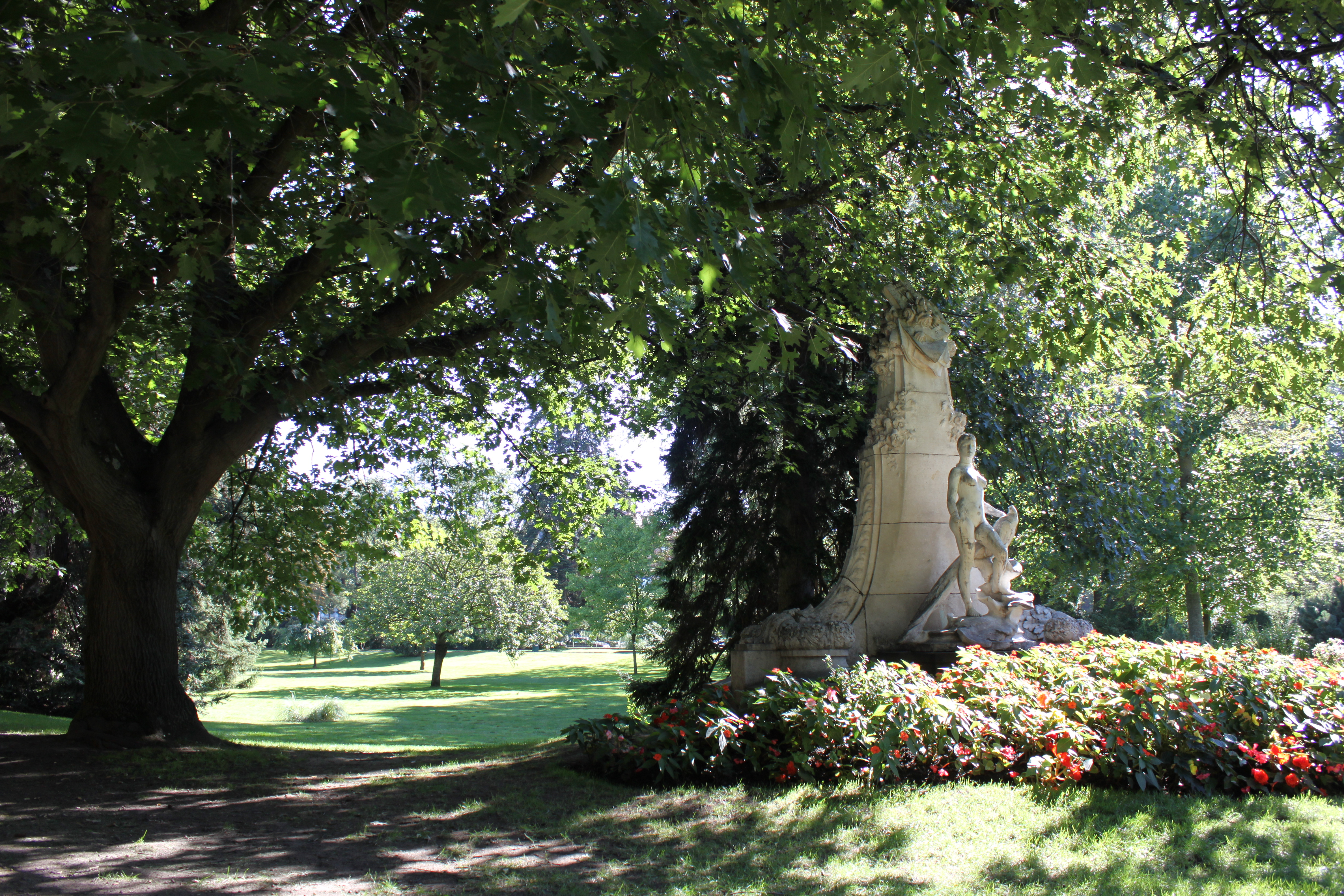
Vrouw met pauw (Alexandre Falguière)

De hoofdpoort van de tuin werd gebouwd in 1555 en diende oorspronkelijk als poort van een bijgebouw van het Capitool van Toulouse. De poort werd verplaatst naar de Jardin des Plantes in 1886. In de tuin bevinden zich een museum en verschillende standbeelden, onder andere van de hand van beeldhouwer Alexandre Falguière.